# Ливанов, Виктор Владимирович
Виктор Владимирович Ливанов (17 сентября 1943, Хабаровск — 15 мая 2014, Москва) — авиаконструктор, генеральный директор ОАО «Авиационный комплекс имени С. В. Ильюшина» (1997—2014).

## Биография
Родился в семье военнослужащего Владимира Борисовича Ливанова (1906—1999). В 1967 году окончил Московский авиационный технологический институт и поступил на работу на Московский машиностроительный завод «Стрела» (позднее — авиакомплекс имени С. В. Ильюшина).
Занимал должности инженера-технолога, начальника бригады координации и анализа работ, заместителя начальника ОКБ. В 1988—1996 годах — директор авиакомплекса. В 1996—1997 годах — заместитель министра оборонной промышленности РФ (курировал авиационную отрасль). С 1997 года — генеральный директор ОАО «Авиационный комплекс имени С. В. Ильюшина». В 2012 году назначен генеральным конструктором авиационных комплексов транспортной авиации Российской Федерации.

## Семья
Был женат вторым браком на Татьяне Олеговне Филипповой (Рогозиной).
Двое детей: сын Дмитрий и дочь Дарья.

## Награды и премии
Лауреат Государственной премии РФ за 2000 год как один из разработчиков президентского самолёта «Ил-96-300». Награждён орденами «Знак Почёта», Дружбы народов, «За заслуги перед Отечеством» IV степени.

## Память
Самолёт Ил-76МД-90А военно-транспортной авиации с государственным регистрационным знаком RF-78653 носит имя «Виктор Ливанов».
Именем Виктора Ливанова названы:
- новый проспект в городе Ульяновске (2014)
- детский лагерь в Подмосковье (пионерский лагерь «Дружба»)
- акционерное общество «Негосударственный пенсионный фонд «Оборонно-промышленный фонд им. В. В. Ливанова»